# Gianni Jeronimo Acquaviva (nascut el 1673)
Gianni Jeronimo Acquaviva (1673 - 1709) fou un militar i erudit italià. Tercer dels personatges d'aquest mateix nom i cognom, notable per la seva erudició i extraordinària memòria; ocupà molts càrrecs honorífics. Fou nomenat vicari general de les dues províncies dels Abruços el 1701 amb poca fortuna, car no va saber defensar-se dels exèrcits austríacs que l'envaïren en aquell temps.
En el setge de Pescara (1707) refusà indignat els oferiments del marquès de Vasto, que pretenia subornar-lo. Morí desterrat poc temps després, pobre, però honrat en la Ciutat Eterna, el 1709. Llurs compatriotes el tingueren en molta estima.